# Joonas Donskoi
Joonas Donskoi (ur. 13 kwietnia 1992 w Raahe) – fiński hokeista, reprezentant Finlandii.
Jego brat Aleksi (ur. 1995) także jest hokeistą.

## Kariera klubowa
- TeKi U16 (2006-2007)
- Kärpät U16 (2007-2008)
- Kärpät U18 (2008-2009)
- Kärpät U20 (2008-2010)
  -  Suomi U20 (2009, 2010)
- Kärpät (2009-2015)
- San Jose Sharks (2015-2019)
- Colorado Avalanche (2019-2021)
- Seattle Kraken (2021-)

Wychowanek klubu TeKi. W 2007 został zawodnikiem klubu Kärpät, w ramach którego przeszedł kolejne szczeble juniorskiej. A od sezonu 2009/2010 występował w drużynie seniorskiej w rozgrywkach SM-liiga. W kwietniu 2009 przedłużył kontrakt z klubem o trzy lata, w styczniu 2010 i w lutym 2011 o rok, w grudniu 2012 o dwa lata, a w lutym 2014 o rok. W maju 2010 w KHL Junior Draft został wybrany przez rosyjski klub Awangard Omsk (pierwsza runda, numer 13). Miesiąc później w drafcie NHL z 2010 został wybrany przez amerykański klub Florida Panthers (czwarta runda, numer 99). Od maja 2015 zawodnik San Jose Sharks w lidze NHL. Od lipca 2019 zawodnik Colorado Avalanche, związany czteroletnim kontraktem. W lipcu 2021, w ramach expansion draft, został zawodnikiem nowego klubu NHL, Seattle Kraken.

## Kariera reprezentacyjna
Dotychczas występował w kadrach juniorskich Finlandii do lat 17, 18 i 20. Wystąpił na turniejach mistrzostw świata do lat 17 w 2008, 2009, mistrzostw świata juniorów do lat 18 w 2010, mistrzostwach świata do lat 20 w 2011, 2012. W kadrze seniorskiej uczestniczył w turniejach mistrzostw świata w 2015, Pucharu Świata 2016.

## Sukcesy
Reprezentacyjne
- Brązowy medal mistrzostw świata juniorów do lat 18: 2010

Klubowe
- Złoty medal Jr. C SM-sarja: 2008 z Kärpät U16
- Brązowy medal Jr. B SM-sarja: 2009 z Kärpät U18
- Złoty medal Jr. A SM-sarja: 2010 z Kärpät U20
- Złoty medal mistrzostw Finlandii: 2014, 2015 z Kärpät

Indywidualne
- Jr. A SM-sarja 2009/2010:
  - Najlepszy pierwszoroczniak miesiąca - październik 2009
- Liiga (2014/2015):
  - Szóste miejsce w klasyfikacji strzelców w sezonie zasadniczym: 19 goli[10]
  - Piąte miejsce w klasyfikacji kanadyjskiej w sezonie zasadniczym: 49 punktów[11]
  - Drugie miejsce w klasyfikacji asystentów w fazie play-off: 16 asyst[12]
  - Drugie miejsce w klasyfikacji kanadyjskiej w fazie play-off: 22 punkty[13]
  - Pierwsze miejsce w klasyfikacji +/- w fazie play-off:+ 15[14]
  - Najlepszy zawodnik w fazie play-off (Trofeum Jariego Kurri)[15]
  - Skład gwiazd sezonu